# Besano
Besano (lombardul: Besan) település Olaszországban, Varese megyében. Lakosainak száma 2515 fő (2023. január 1.). Besano Cuasso al Monte, Porto Ceresio, Viggiù, Bisuschio és Mendrisio községekkel határos.

## Népesség
A település népességének változása:
| Lakosok száma | 2594 | 2583 | 2515 |
|               | 2017 | 2018 | 2023 |